# Франкфуртский мир
Франкфуртский мир (нем. Friede von Frankfurt, фр. Traité de Francfort) — мирный договор, заключённый между Францией и Германией 10 мая 1871 года во Франкфурте-на-Майне и закончивший франко-прусскую войну.
Прелиминарии мира были заключены ранее, 26 февраля 1871 года, в Версале. Согласно 7 статье этого прелиминарного трактата, переговоры об окончательном мире должны были вестись в Брюсселе; они и были там начаты, но прерваны и затем возобновлены во Франкфурте. Со стороны Германии их вели канцлер Отто фон Бисмарк и граф Арним, со стороны французской республики — Жюль Фавр, министр финансов Огюст Пуйе-Кертье и Эжен Гулар.
В общем, Франкфуртский мир представлял лишь подтверждение версальского прелиминарного мира, с более детальной разработкой частностей; Франция уступала Германии Эльзас (кроме территории Бельфор) и Лотарингию (с правом для местных жителей сохранить французское подданство и переселиться во Францию на условии соответственного извещения властей до 1 октября 1872 года); обязывалась уплатить золотом или равноценными золоту прусскими, английскими, бельгийскими и т. д. бумагами 5 миллиардов франков контрибуции, из которых 500 млн через 30 дней после ратификации мира, 1 миллиард — в текущем году, 500 млн — в 1872 году, остальные три миллиарда — не позднее 1874 года (с уплатой текущих процентов); затем были определены подробности относительно передачи архивов, железных дорог и т. д.
Отступления от версальских прелиминарий касались (кроме некоторого ускорения сроков уплаты контрибуции) ещё сроков эвакуации французской территории от германских войск: в прелиминариях эти сроки были определены точно, а во Франкфуртском мире, ввиду восстания в Париже, было сказано: «Очищение департаментов Уазы и др., также фортов Парижа, произойдёт тогда, когда германское правительство найдёт, что восстановление порядка во Франции даёт достаточную гарантию исполнения Францией обязательств, наложенных на неё; во всяком случае, однако, по уплате Францией третьего полумиллиарда франков». 20 мая совершён обмен ратификаций во Франкфурте.